# Положение 528/2012/ЕС
Положение 528/2012/ЕС, также известно как Регламент 528/2012/ЕС «Положение о биоцидных веществах» (англ. Regulation (EU) No 528/2012 of the European Parliament and of the Council of 22 May 2012 concerning the making available on the market and use of biocidal products) — нормативно-правовой акт, которым регулируется порядок производства, маркировки, размещения на рынке и использования биоцидных продуктов, которые применяются для защиты людей, животных, материалов или изделий от вредоносных организмов, таких как паразиты или бактерии, с помощью активных веществ, содержащихся в таком биоцидном продукте. Документ был принят 22 мая 2012 года в Брюсселе Европарламентом и Советом Европы и вступил в силу 17 июля 2012 года.

## История создания
Нормативно-правовая база Евросоюза, которая регулирует отношения в сфере производства, маркировки, реализации и использования биоцидных веществ прошла длительный путь развития. Первым документом была Директива 76/895/ЕЭС от 1976 году, после Директивы Совета 86/362/ЕЭС и 86/363/ЕЭС от 1986 года и Директива Совета 90/642/ЕЭС 1990 года. Наиболее проработанным и отвечающий современным требованиям документом стала Директива 98/8/EC 16 февраля 1998 года. Однако, спустя 4 года после её принятия развитие рынка и производства биоцидных продуктов в целом вынудило Европейского законодателя разработать и принять новые положения, которыми стали нормы Положения № 528/2012/ЕС, вступившие в силу 22 мая 2012 года. Новые поправки были направлены на упрощение получения разрешения на выпуск и реализацию биоцидных продуктов производителями и сокращение времени ожидания получения соответствующих разрешительных документов. Реализация этих положений была возложена на Европейское Химическое Агентство (ЕCHА).

## Характеристика документа

### Структура
- Преамбула (Whereas, состоит из п[9].1-76);
- Глава I Сфера применения — Oпределения (Chapter I Scope and definitions, состоит из ст. 1-3);
- Глава II (Chapter II Approval of active substances, состоит из ст. 4-11);
- Глава III (Chapter III Renewal and review of approval of an active substance, состоит из ст. 12-16);
- Глава IV (Chapter IV General principles concerning the authorisation of biocidal products, состоит из ст. 17-24);
- Глава V (Chapter V Simplified authorisation procedure, состоит из ст. 25-28);
- Глава VI (Chapter VI National authorisations of biocidal products, состоит из ст. 29-31);
- Глава VII (Chapter VII Mutual recognition procedures, состоит из ст. 32-40);
- Глава VIII (Chapter VIII Union authorisations of biocidal products, состоит из ст. 41-46);
- Глава IX (Chapter IX Cancellation, review and amendment of authorisations, состоит из ст. 47-52);
- Глава X (Chapter X Parallel trade, состоит из ст. 53);
- Глава XI (Chapter XI Technical equivalence, состоит из ст. 54);
- Глава XII (Chapter XII Derogations, состоит из ст. 55-57);
- Глава XIII (Chapter XIII Treated articles, состоит из ст. 58);
- Глава XIV (Chapter XIV Data protection and data-sharing, состоит из ст. 59-64);
- Глава XV (Chapter XV Information and communication, состоит из ст. 65-73);
- Глава XVI (Chapter XVI The agency, состоит из ст. 74-79);
- Глава XVII (Chapter XVII Final provisions, состоит из ст. 80-97);
- Приложение I. (Annex I List of active substances referred to in article 25(a));
- Приложение II. (Annex II Information requirements for active substances);
- Приложение III. (Annex III Information requirements for biocidal products);
- Приложение IV. (Annex IV General rules for the adaptation of the data requirements);
- Приложение V. (Annex V Biocidal product-types and their descriptions as referred to in article 2(1));
- Приложение VI. (Annex VI Common principles for the evaluation of dossiers for biocidal products);.
- Приложение VII. (Annex VII Correlation table)[10].

### Задачи
Положение 528/2012/ЕС было принято с целью регулирования отношений между государствами-членами ЕС в сфере производства, реализации и использования биоцидных средств. Задачей документа является необходимость улучшения функционирования рынка биоцидных продуктов на территории Евросоюза и обеспечение высокого уровня защиты людей и окружающей среды.